# Bujia
Bujia är en sockenhuvudort i Kina. Den ligger i provinsen Jiangxi, i den sydöstra delen av landet, omkring 160 kilometer nordväst om provinshuvudstaden Nanchang. Antalet invånare är 8 494. Befolkningen består av 4 234 kvinnor och 4 260 män. Barn under 15 år utgör 21,0 %, vuxna 15-64 år 70 %, och äldre över 65 år 7,0 %.
Runt Bujia är det ganska tätbefolkat, med 160 invånare per kvadratkilometer. Närmaste större samhälle är Xikou, 14,0 km söder om Bujia. I omgivningarna runt Bujia växer i huvudsak blandskog.
Genomsnittlig årsnederbörd är 2 181 millimeter. Den regnigaste månaden är maj, med i genomsnitt 349 mm nederbörd, och den torraste är januari, med 56 mm nederbörd.